# Dallas

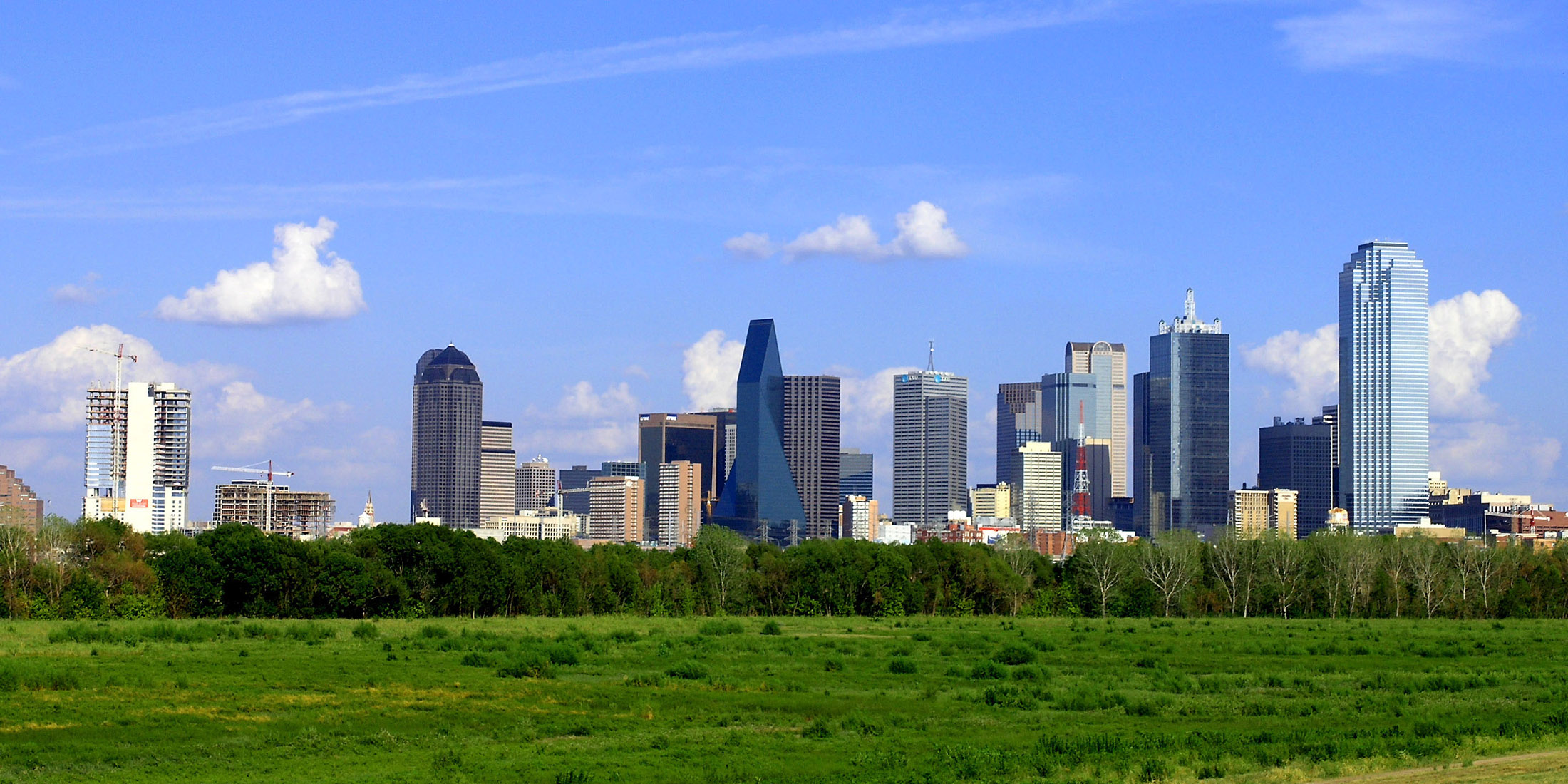
Panorama över Dallas 2005.

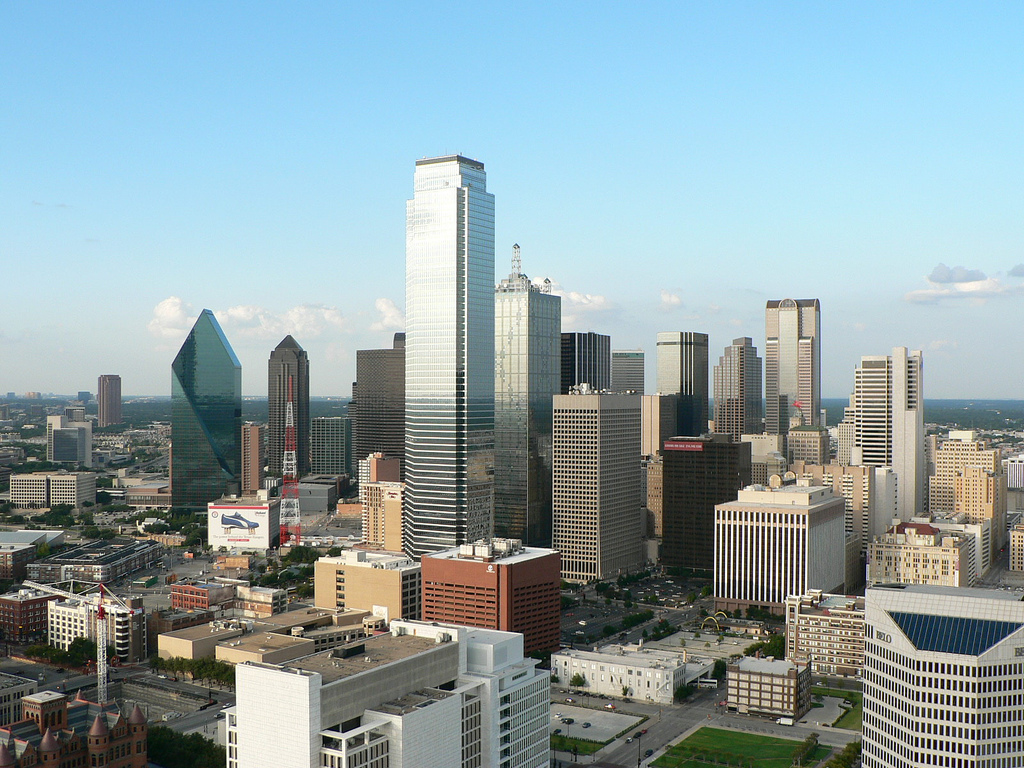
Centrala Dallas.

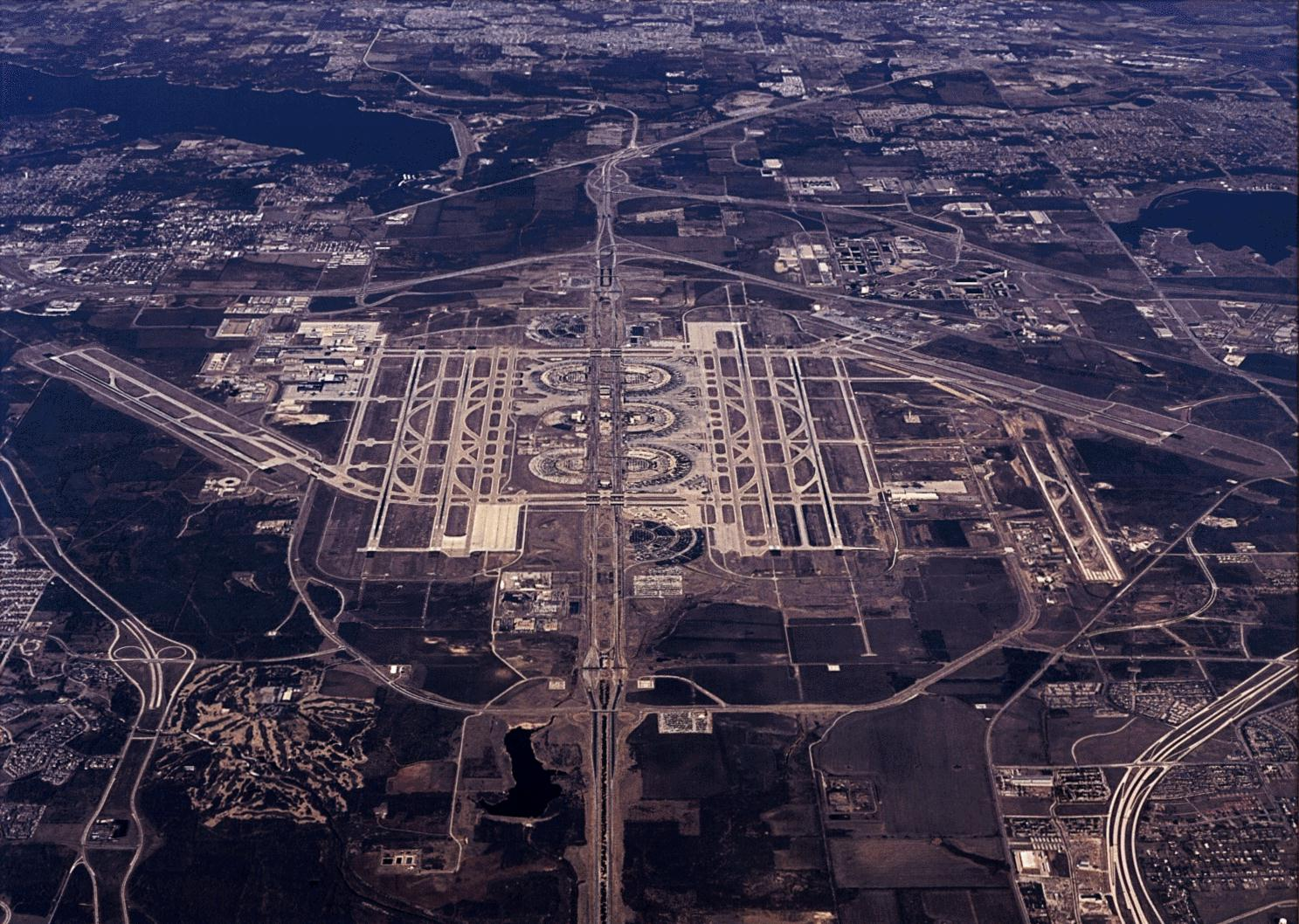
Dallas-Fort Worth International Airport.

Dallas är en stad i USA som med sina 1 197 816 invånare (2010) är den tredje största staden i delstaten Texas och den nionde största i landet. Dallas och Fort Worth utgör basen för ett storstadsområde, "Dallas-Fort Worth Metroplex", som med sina omkring 6 003 967 invånare tillhör de största i USA.

## Historia
Spanska kolonister gjorde under 1700-talet anspråk på Texas-regionen och såg området som en del av Nya Spanien. Med tiden blev Texas, liksom övriga sydvästra USA, också inlemmat i detta vittomfattande vicekungadöme (styrt av en vicekung i Mexiko City som tillsatts av Spaniens monark). 
1819 definierade Adams-Onís-fördraget mellan USA och Spanien Red River som den norra gränsen till Nya Spanien, vilket officiellt placerade Dallas framtida läge väl inom spanskt territorium.
USA:s president John F. Kennedy mördades i Dallas den 22 november 1963 under en bilkortege i stadens centrala delar. Mordet skedde i jämnhöjd med det dåvarande Texas School Book depository vid Elm Street vid Dealey Plaza. I anslutning till platsen ligger idag museet The Six Floor Museum, vilken skildrar händelserna kring mordet.

## Stadsdelar

### Downtown
Downtown Dallas, den innersta stadskärnan, är uppdelad i flera områden: West End Historic District, Arts District, Main Street District, Farmers Market District, City Center Business District, Convention Center District och Reunion District.

## Klimat
Visa eller redigera grafens rådata.

## Näringsliv
Flygbolaget Southwest Airlines, som är ett av världens största, har sitt säte i Dallas . Dallas är även välkänd för sin IT- och telekommunikationsindustri.

## Kommunikation
Dallas har tillsammans med Fort Worth gett namn till en av världens absolut största och mest trafikerade flygplatser, Dallas-Fort Worth International Airport, belägen mellan de två städerna.

## Sport
- FC Dallas, fotbollslag i MLS
- Dallas Cowboys, fotbollslag i NFL
- Dallas Desperados, fotbollslag i Arena Football League
- Dallas Diamonds, fotbollslag i WPFL - damer
- Dallas Mavericks, basketlag i NBA
- Dallas Revolution, fotbollslag i IWFL - damer
- Dallas Stars, ishockeylag i NHL
- Texas Rangers, basebollag i MLB